# Eddie Plank
Edward Stewart Plank, soprannominato "Gettysburg Eddie" (Gettysburg, 31 agosto 1875 – Gettysburg, 24 febbraio 1926), è stato un giocatore di baseball statunitense che ha giocato nel ruolo di lanciatore nella Major League Baseball (MLB). È stato introdotto nella National Baseball Hall of Fame nel 1946.

## Carriera
Plank giocò nella Major League Baseball per i Philadelphia Athletics dal 1901 al 1914, i St. Louis Terriers nel 1915 e i St. Louis Browns nel 1916 e nel 1917. Fu il primo lanciatore mancino a vincere prima 200 e poi 300 partite. Al 2017 è ancora terzo di tutti i tempi per vittorie per un lanciatore mancino e undicesimo assoluto con 326. I suoi 66 shutout invece sono il massimo di tutti i tempi per un mancino. Con Philadelphia raggiunse per cinque volte le World Series, non scendendo in campo in quelle del 1910 vinte contro i Chicago Cubs perché infortunato. In seguito vinse quelle del 1911 e del 1913. Malgrado una media PGL estremamente bassa di 1,32 nelle World Series, il suo record è solamente di 2–5 nelle finali. Durante le sue annate con gli A's, Plank fu uno dei lanciatori più solidi della MLB, vincendo più di 20 partite in sette diverse annate.
Nel 1999, Plank fu inserito da The Sporting News‍ al 68º posto nella classifica dei migliori cento giocatori di tutti i tempi.

## Palmarès

### Club
- World Series: 3

Philadelphia Athletics: 1910, 1911, 1913

### Individuale
- Club delle 300 vittorie